# Picardische terts

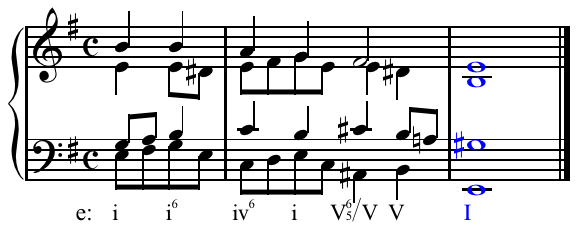
De Picardische terts, aangeduid in blauw, is een E-majeurakkoord terwijl de rest van het stuk in e-mineur staat.

Een Picardische terts is de grote terts in het majeurslotakkoord van een muziekstuk dat verder in een mineurtoonsoort staat. 
Het gebruik van de Picardische terts is ontstaan uit de behoefte tijdens de barok van zo groot mogelijke consonantie aan het slot (de grote terts werd als consonanter ervaren dan de kleine). De naam Picardisch is afkomstig van het vele gebruik van het majeur-slotakkoord in de kerken van Picardië. De Picardische terts komt ook na de barok nog veelvuldig voor, onder andere in vele classicistische en romantische composities.
VoorbeeldAls een stuk in e-mineur normaliter met de (kleine) drieklank e-g-b (de afstand van e naar g is een kleine terts) of een omkering daarvan zou eindigen, en in plaats van de g een gis (de afstand van e naar gis is een grote terts) gespeeld wordt, spreekt men van een Picardische terts; het stuk eindigt dan in E-majeur.